# Sequestro della Grande Moschea
Il sequestro della Grande Moschea del 20 novembre 1979 fu un attacco armato condotto da dissidenti islamici alla grande Moschea della Mecca in Arabia Saudita, luogo santo dell'Islam. Gli insorti dichiararono che il Mahdi, o redentore dell'Islam, era arrivato sotto forma di uno dei leader degli insorti, Mohammed Abdullah al-Qahtani, e invitarono i musulmani ad obbedirgli.
Il sequestro scioccò il mondo 
islamico visto che centinaia di pellegrini, presenti alla Mecca per l'annuale hajj, vennero presi in ostaggio, e centinaia di militanti, forze di sicurezza e ostaggi caddero nello scontro a fuoco che ne derivò per il controllo del sito. L'assedio finì due settimane dopo il sequestro con l'uccisione della maggior parte degli occupanti. Successivamente, lo Stato saudita implementò più severe normative del codice islamico.

## Antefatto
Il sequestro venne condotto da Juhaiman ibn Muhammad ibn Saif al Otaibi, appartenente ad una potente famiglia di Najd. Egli dichiarò suo cognato Mohammed Abdullah al-Qahtani come il Mahdi, o redentore dell'Islam, la cui venuta era stata preannunciata in molti degli ḥadīth di Maometto. Tuttavia, i fanatici trascurarono il suo aspetto iniziale facendo affidamento sul fatto che il nome di Al-Qahtani e il nome di suo padre erano identici a quelli del Profeta Maometto e di suo padre, e usavano uno dei detti del Profeta ("il suo nome e quello di suo padre erano gli stessi di Maometto e di suo padre, ed era venuto alla Mecca dal Nord") per giustificare la loro fede. Inoltre la data dell'attentato, 20 novembre 1979, cadde il primo giorno del 1400 secondo il calendario islamico, che secondo un altro ḥadīth, sarebbe stato il giorno in cui il Mahdi si sarebbe rivelato.
Juhayman Saif al Otaybi proveniva da una delle famiglie più potenti di Najd. Suo nonno aveva combattuto con Abd al Aziz nei primi decenni del XX secolo. Era un predicatore, un ex caporale della Guardia Nazionale Saudita, e un ex studente dello sceicco Abdel Aziz al Baaz, che divenne il Gran Mufti dell'Arabia Saudita. Juhayman si era posto contro al Baz, e aveva iniziato a sostenere "un ritorno ai modi originali dell'Islam, tra le altre cose, un ripudio dell'Occidente, l'eliminazione dell'istruzione alle donne, l'abolizione della televisione e l'espulsione dei non-musulmani". Proclamò che la "regnante dinastia saudita aveva perso la sua legittimazione a causa della corruzione, ostentazione e perdita della cultura saudita a causa di un'aggressiva politica di occidentalizzazione".

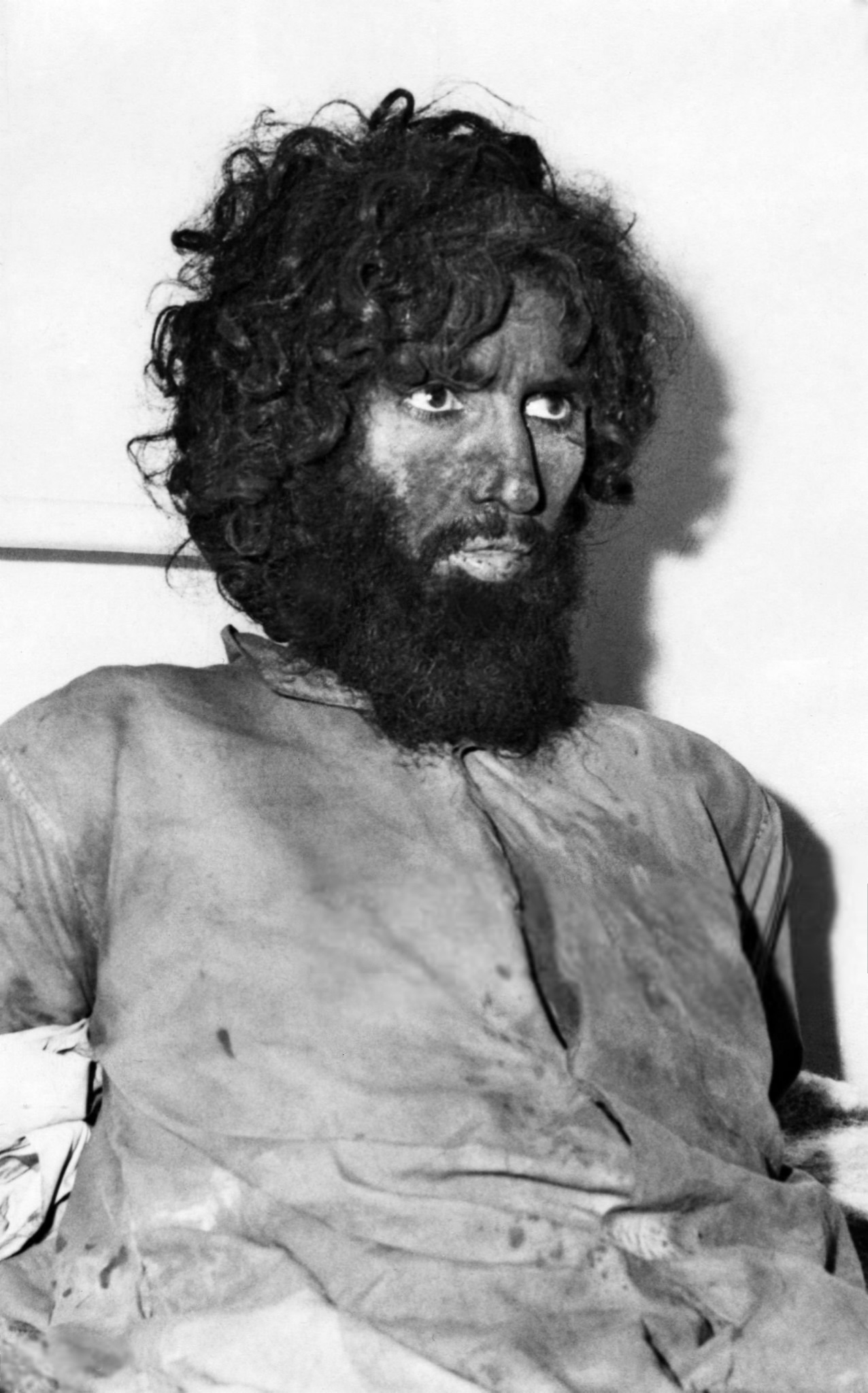
Juhayman ibn Muhammad ibn Sayf al-Otaybi

Otaybi e Qahtani si erano incontrati mentre erano in prigione insieme accusati di sedizione. In quell'occasione Otaybi aveva affermato di avere avuto una visione mandatagli da Allah nella quale gli venne rivelato che Qahtani era il Mahdi. Il loro obiettivo dichiarato era quello di istituire una teocrazia in preparazione dell'apocalisse imminente. Molti dei loro seguaci erano studenti di teologia presso l'Università Islamica di Madinah. Altri provenivano da Yemen, Kuwait ed Egitto ed erano anche presenti alcuni musulmani neri africani. I seguaci predicavano il loro messaggio radicale nelle moschee in Arabia Saudita senza essere arrestati. Il governo era riluttante ad affrontare gli estremisti religiosi, ed alcuni ʿulamāʾ controinterrogarono Otaybi e Qahtani accusandoli di eresia, ma essi vennero successivamente rilasciati in quanto ritenuti tradizionalisti neo-Ikhwan, come il nonno di Otaybi, ma non ritenuti una minaccia.
A seguito di donazioni da ricchi seguaci, il gruppo era ben armato e addestrato. Alcuni componenti, come Otaybi, erano membri della Guardia Nazionale Saudita. Alcuni soldati della Guardia Nazionale, in sintonia con gli insorti, li rifornirono di armi, munizioni, maschere antigas e provviste all'interno della moschea, alcune settimane prima del nuovo anno. Diverse armi automatiche vennero sottratte alle armerie della Guardia Nazionale, e le provviste vennero nascoste in centinaia di piccoli locali interrati sotto la moschea, che erano usate come eremi.

## Sequestro
La mattina presto del 20 novembre 1979, l'imam della Grande Moschea, Sheikh Mohammed al-Subayil, si stava preparando a guidare la preghiera per i 50 000 fedeli che si erano riuniti nella moschea. Venne interrotto dagli insorti che tirarono fuori le armi da sotto le loro vesti, incatenarono i cancelli e uccisero due poliziotti, armati soltanto di mazze di legno, presenti per disciplinare il traffico dei pellegrini. Il numero degli insorti venne quantificato in "almeno 500" e "da 400 a 500", comprendente diverse donne e bambini che si erano uniti al movimento di Otaybi.
A quel tempo, la Grande Moschea era in fase di ristrutturazione. Un impiegato fu in grado di segnalare il sequestro prima che gli insorti riuscissero a tagliare le linee telefoniche.
Gli insorti rilasciarono la maggior parte degli ostaggi e bloccarono il resto del santuario. Presero poi posizioni difensive nei livelli superiori della moschea, e quelle di cecchino nei minareti, dai quali venivano date le segnalazioni su quanto avveniva all'esterno. Nessuno al di fuori della moschea sapeva quanti ostaggi fossero rimasti, quanti militanti erano nella moschea e che tipo di preparazione avevano fatto.

## Assedio

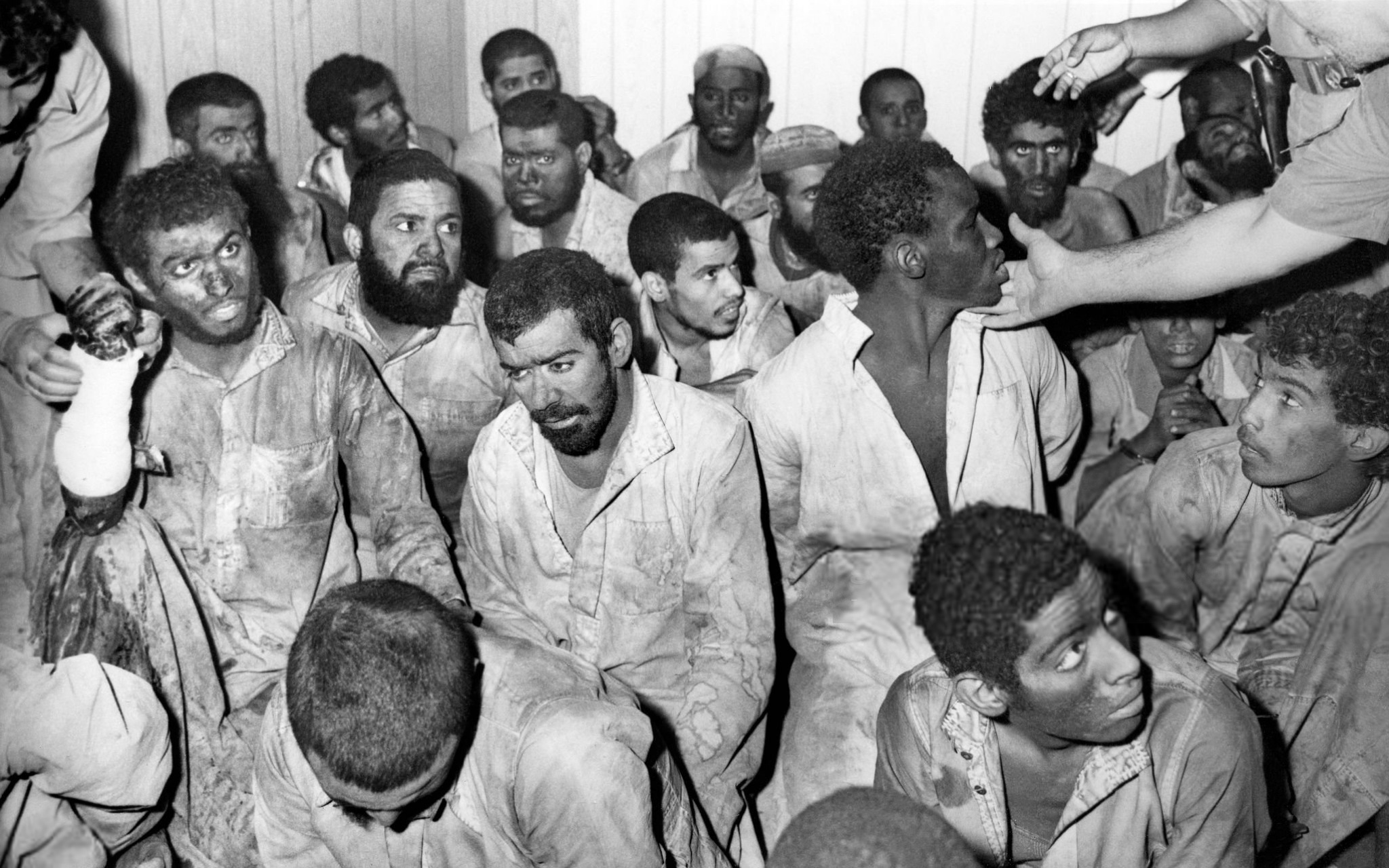
Gli insorti superstiti sotto custodia delle autorità saudite c. 1980.

Subito dopo il sequestro, circa un centinaio di addetti alla sicurezza del Ministero degli Interni tentarono di riprendere la moschea, ma vennero decisamente respinti con perdite pesanti. I sopravvissuti vennero rapidamente raggiunti da unità dell'Esercito saudita e della Guardia Nazionale. Sultan bin 'Abd al-'Aziz Al Sa'ud, l'allora Ministro della Difesa, si precipitò in città per creare un comando sul campo.
La sera, l'intera città della Mecca era stata evacuata. Sultan nominò suo nipote Turki bin Faysal Al Sa'ud, capo del Al-Mukhabarat al-'Amma (l'intelligence saudita), comandante dei reparti appostati a diverse centinaia di metri dalla moschea, dove sarebbe rimasto nelle successive settimane. Tuttavia, il primo ordine del giorno fu quello di chiedere l'approvazione degli ʿulamāʾ, guidati da Abdul Aziz bin Baz. L'Islam proibisce qualsiasi violenza all'interno della Grande Moschea, nella misura in cui anche una pianta non può essere sradicata, senza esplicita sanzione religiosa. Ibn Baaz si trovò in una situazione delicata, tanto più che egli era stato precedentemente insegnante di Otaybi a Medina. Indipendentemente da ciò, gli ʿulamāʾ emisero una fatwā permettendo l'uso della forza da utilizzare nella riconquista della moschea.
Con l'approvazione dei religiosi, le forze saudite lanciarono attacchi frontali su tre delle porte principali. La forza di assalto venne respinta, e non andò nemmeno vicina a sfondare le difese dei ribelli. I cecchini continuavano ad uccidere i soldati che uscivano allo scoperto. Il sistema di diffusione sonora della moschea venne utilizzato per trasmettere il messaggio dei ribelli per le vie della Mecca.
A metà giornata, le truppe saudite fecero calare degli incursori dagli elicotteri direttamente nel cortile interno della moschea. I soldati vennero bloccati dagli insorti che occupano le posizioni superiori. A questo punto, re Khalid nominò Turki capo dell'operazione.
Gli insorti diffusero le loro richieste dagli altoparlanti della moschea, chiedendo il taglio delle esportazioni di petrolio agli Stati Uniti e l'espulsione di tutti gli esperti stranieri, civili e militari, dalla penisola arabica. Il 25 novembre, l'Arab Socialist Action Party – Arabian Peninsula rilasciò una dichiarazione da Beirut relativa a chiarire le richieste degli insorti. Il partito, tuttavia, negò qualsiasi coinvolgimento di propri membri nel sequestro.
Ufficialmente, il governo saudita prese una posizione non aggressiva decidendo di non tentare la presa della moschea, ma piuttosto di far morire di fame gli insorti. Tuttavia, vennero intrapresi diversi assalti che non ebbero successo. Almeno uno di essi avvenne attraverso i tunnel sotterranei dentro e intorno alla moschea.
Il 27 novembre la maggior parte della moschea era stata ripresa dall'Esercito e della Guardia nazionale, anche se vi erano state pesanti perdite nell'assalto. Tuttavia, nei cunicoli sotto la moschea, diversi militanti continuarono a resistere nonostante gli attaccanti facessero uso di gas lacrimogeni.
Dopo questi fallimenti, il governo saudita era costretto a non chiedere aiuto all'alleato francese in quanto un infedele non può entrare nella moschea, perciò decise di chiedere l'intervento della forza speciale pakistana, il SSG, che guidata da Major Pervez Musharraf, riuscì a riprendere la moschea.
Tuttavia, molti dei capi degli insorti sfuggirono all'assedio e nei giorni successivi avvennero delle scaramucce in città nel tentativo di catturarli.
La battaglia durò più di due settimane, e portò ufficialmente alla perdita di "255 fra pellegrini, soldati e insorti" ed a "560 feriti ... anche se fonti diplomatiche suggerirono che il consuntivo doveva essere più elevato." Le perdite fra i militari ed poliziotti furono di 127 morti e 451 feriti.

## Presunto coinvolgimento della famiglia bin Laden
La famiglia bin Laden e risorse aziendali vennero presumibilmente coinvolti in questo conflitto. Il Dr. Daly, uno studioso del Middle East Institute di Washington e autore di Jane's Intelligence Review, disse: "È stato riportato che uno dei fratellastri di Osama bin Laden venne arrestato come simpatizzante degli insorti, ma fu poi prosciolto".
Secondo Cooperative Research:
 Negli anni 1960 Mahrous bin Laden, fratellastro di Osama bin Laden, si unì ad un gruppo di ribelli contro il governo saudita. Con il suo aiuto, nel 1979 i ribelli riuscirono a portare armi alla Mecca, Arabia Saudita, utilizzando autocarri di proprietà della società della famiglia bin Laden. 500 ribelli poi sequestrarono la Grande Moschea della Mecca, la moschea più sacra dell'Islam nella sua città più santa. Cercarono, ma senza riuscirvi, di rovesciare la famiglia reale saudita. Tutti gli uomini scampati alla morte, che avevano partecipato al sequestro, vennero poi decapitati, tranne Mahrous. Alla fine venne liberato dal carcere a causa dello stretto legame tra i bin Laden e la famiglia reale saudita. Mahrous abbandonò a quanto pare la causa dei ribelli e si unì all'azienda di famiglia. Egli divenne uno dei capi del ramo di Medina e membro del consiglio di amministrazione, posizione che ancora manteneva l'11 settembre. Ma un giornale riportò che "il suo passato non [è] stato perdonato e le decisioni più importanti dell'azienda della famiglia bin Laden sono state prese senza il contributo di Mahrous".
Lawrence Wright scrisse che la famiglia bin Laden in realtà aveva fornito importante assistenza nel riprendere la moschea, fornendo mappe e informazioni tecniche sulla moschea.
Secondo Steve Coll in Ghost Wars, le armi erano state trasportate dentro la moschea prima del sequestro. Gli automezzi della società di bin Laden erano di casa nella moschea, in quanto la società aveva vinto un appalto per ristrutturare e modernizzare la moschea nel 1973. I bin Laden diedero importante aiuto al regime durante l'assedio, dando alle forze di sicurezza saudite i progetti architettonici del sito.

## Conseguenze
In Iran, l'Ayatollah Khomeini disse alla radio: "Non serve indovinare per capire che questa è opera di criminali dell'imperialismo americano e del sionismo internazionale".
Manifestazioni antiamericane da parte di musulmani seguirono nelle Filippine, in Turchia, in Bangladesh, nella parte orientale dell'Arabia Saudita, negli Emirati Arabi Uniti e in Pakistan. La rabbia alimentata da queste voci raggiunse un picco in poche ore ad Islamabad, e il 21 novembre 1979, il giorno dopo il sequestro, l'ambasciata statunitense in quella città fu invasa da una folla, che poi le diede fuoco e una settimana più tardi, la stessa rabbia invase le strade di Tripoli, dove una folla attaccò e bruciò l'ambasciata statunitense il 2 dicembre 1979.
Il capo ribelle, Juhayman, venne catturato, e assieme a 67 dei suoi seguaci – "tutti i maschi sopravvissuti" – processati in segreto, condannati e decapitati pubblicamente nelle piazze di quattro città saudite.